# Celinska država
Celinska država ali zaledna država oz. država brez izhoda na morje je država, ki nima ozemlja, povezanega z oceanom ali morjem ali katere obale ležijo na endoreičnih kotlinah. Trenutno obstaja 44 celinskih držav in 5 delno priznanih celinskih držav. Kazahstan je največja država na svetu brez izhoda na morje.
Leta 1990 je bilo na svetu le 30 držav brez izhoda na morje. Razpada Sovjetske zveze in Češkoslovaške; razpad Jugoslavije; referendumi o neodvisnosti Južne Osetije, Eritreje, Črne gore, Južnega Sudana in Luganske ljudske republike; ter enostranska razglasitev neodvisnosti Kosova je ustvarila 15 novih celinskih držav in 5 delno priznanih celinskih držav, medtem ko je nekdanja celinska država Češkoslovaška prenehala obstajati 1. januarja 1993.
Na splošno celinskost za državo pomeni nekatere politične in gospodarske ovire, ki bi se jim izognili v primeru, ko bi država imela dostop do morja ali mednarodnih voda. Zaradi tega so si tako veliki kot majhni narodi skozi zgodovino prizadevali za dostop do odprtih voda, tudi z velikimi trošenji bogastva, prelivanjem krvi in ter z uporabo političnega kapitala.
Negativni vplivi odsotnosti dostopa do morja oziroma mednarodnih voda na gospodarstvo se lahko ublažijo ali poslabšajo, odvisno od stopnje gospodarskega razvoja države, okoliških trgovskih poti in stopnje svobode trgovine, jezikovnih ovir in drugih vidikov. Nekatere celinske države v Evropi so bogate, kot npr. Andora, Avstrija, Lihtenštajn, Luksemburg, San Marino, Švica in Vatikan, ki vse, razen Luksemburga, ustanovnega člana Nata, pogosto uporabljajo nevtralnost pri globalnih političnih vprašanjih. Vendar pa so Združeni narodi 32 od 44 celinskih držav, vključno z vsemi celinskimi državami v Afriki, Aziji in Južni Ameriki, uvrstili med države v razvoju brez izhoda (LLDC). Devet od dvanajstih držav z najnižjimi indeksi človekovega razvoja (HDI) nima izhoda na morje. Nekatere mednarodne pobude so namenjene zmanjševanju neenakosti med državami, ki je posledica takšnih vprašanj; primer je cilj Združenih narodov za trajnostni razvoj 10, katerega cilj je znatno zmanjšati neenakost do leta 2030.